# Orobanche sinensis
Orobanche sinensis là loài thực vật có hoa thuộc họ Cỏ chổi. Loài này được Harry Sm. mô tả khoa học đầu tiên năm 1933.